# القفزة العظيمة للأمام
القفزة العظيمة للأمام (بالصينية: 大跃进; بينين: Dà Yuèjìn) في جمهورية الصين الشعبية كانت حملة اقتصادية واجتماعية قام بها الحزب الشيوعي الصيني، والتي انعكست في إصدار قرارات تخطيطية من عام 1958 وحتى عام 1961، والتي كانت تهدف إلى استخدام تعداد السكان الضخم لتطوير الدولة بشكل سريع من الاقتصاد الزراعي إلى مجتمع شيوعي حديث من خلال عمليتي التصنيع والتنظيم الجماعي السريعين. وقد قاد (ماو تسي تونغ) الحملة اعتمادًا على نظرية القوى المنتجة، وقام بتكثيفها بعد إبلاغه بكارثة وشيكة تتعلق بنقص الحبوب التي مثلت إعاقة كبيرة لها.
وقد اشتملت التغييرات الرئيسية في حياة الصينيين من الريفيين على إنتاج عملية تنظيم جماعي زراعي إلزامية، والتي تم الاعتماد عليها بشكل تزايدي. وقد تم حظر الزراعة الخاصة، وقد تم إطلاق اسم أعداء الثورة على أولئك المشاركين فيها وتمت محاكمتهم. وقد تم فرض القيود على الريفيين من خلال دورات النضال والضغط الاجتماعي، رغم أن الناس كانوا يعانون كذلك من العمل القسري. وقد رأى التصنيع الريفي، الذي كان أولوية رسمية للحملة «أن تطورها قد توقف بسبب أخطاء القفزة العظيمة للأمام.»
وقد انتهت القفزة العظيمة بكارثة، حيث أدت إلى زيادة الوفيات بمقدار عشرات الملايين. وتتراوح تقديرات الموتى من 18 مليون نسمة  إلى 45 إلى مليون نسمة، في حين تتراوح تلك الأرقام الصادرة عن متخصصي الإحصائيات السكانية من 18 مليون نسمة إلى 32.5 مليون نسمة. ويؤكد المؤرخ فرانك ديكوتير (Frank Dikötter) أن «الإجبار والإرهاب والعنف المنظم كانت الأسس الرئيسية للقفزة العظيمة للأمام» وأنها قد أدت إلى «وقوع أكبر عمليات القتل الجماعي تأثيرًا في تاريخ البشر».
وفي الواقع، شهدت أعوام القفزة العظيمة للأمام انهيارًا اقتصاديًا، حيث كانت السنوات من 1958 وحتى 1961 هي السنوات الوحيدة بين 1953 و1983 التي شهدت نموًا سلبيًا لاقتصاد الصين. ويقول الاقتصادي السياسي (دوايت بيركينز) إنه «لم تؤد المبالغ الاستثمارية الضخمة إلا إلى زيادات ضئيلة في الإنتاج أو لم تكن هناك زيادة في الإنتاج على الإطلاق. ... وبشكل مختصر، فإن القفزة العظيمة للأمام كانت بمثابة كارثة مكلفة للغاية.»
وفي المؤتمرات التالية في عامي 1960 و1962، تمت دراسة التأثيرات السلبية للقفزة العظيمة للأمام من قبل الحزب الشيوعي الصيني، وتم انتقاد ماو في مؤتمرات الحزب. وتم تصعيد الأعضاء المعتدلين في الحزب أمثال (ليو شاو تشي) (Liu Shaoqi) و(دينغ شياو بينغ) (Deng Xiaoping) إلى السلطة، وتم تهميش ماو في الحزب، مما حدى به إلى بدء الثورة الثقافية في عام 1966.

## الخلفية
في أكتوبر من عام 1949، وبعد هزيمة الكومينتانغ، أعلن الحزب الشيوعي الصيني عن تأسيس جمهورية الصين الشعبية. وعلى الفور، تم تقسيم الممتلكات من الأراضي التي كان يملكها ملاك الأراضي والفلاحين الأغنياء قسرًا على الفلاحين الفقراء. وفي القطاعات الزراعية، تم تدمير المحاصيل التي كان ينظر إليها الحزب على أنها «مليئة بالشر» مثل الأفيون، وتمت زراعة محاصيل أخرى مثل الرز.
وفي داخل جدران الحزب، كان هناك نقاش حاد حيال إعادة التوزيع. وقد قال فصيل معتدل داخل الحزب وعضو المكتب السياسي (ليو شاو تشي) إن التغييرات يجب أن تكون بشكل تدرجي، وأن أي عمليات للتنظيم الجماعي للزراعة يجب أن تنتظر مرحلة التصنيع، والتي يمكن أن توفر الآلات الزراعية للزراعة الآلية. إلا أن الفصيل الأكثر راديكالية بقيادة (ماو تسي تونغ) قال إن أفضل طريقة لتمويل عمليات التصنيع هي قيام الحكومة بالسيطرة على الزراعة، وبالتالي تأسيس حالة من الاحتكار على توزيع وإمداد الحبوب. ومن شأن ذلك أن يمنح للدولة القدرة على الشراء بسعر منخفض والبيع بسعر أكبر بكثير، وبالتالي يمكنها تجميع الأموال اللازمة من أجل مرحلة التصنيع في الدولة.

### تجاوز المملكة المتحدة والولايات المتحدة الأمريكية
في نوفمبر من عام 1957، واحتفالاً بالعيد الأربعين لثورة أكتوبر، تجمع قادة الحزب الشيوعي في موسكو. وقد قدم أول سكرتير للجنة المركزية (خروشيف) (Khrushchev) هدفًا، لا يتمثل فقط في اللحاق بالولايات المتحدة، بل تجاوزها في خلال الأعوام الخمسة عشرة التالية من خلال المنافسة السلمية.
وقد تأثر (ماو تسي تونغ) بشدة بشعار هذا الإجراء، ووضع شعارًا للإجراء مفاده: 15 عامًا للحاق بالمملكة المتحدة وتجاوزها.
- «الرفيق (خروشيف) أخبرنا أن الاتحاد السوفيتي سوف يتجاوز الولايات المتحدة الأمريكية خلال 15 عامًا من الآن. كما يمكنني أن أقول كذلك أنه بعد 15 عامًا من الآن، يمكننا أن نلحق بالمملكة المتحدة أو أن نتجاوزها.»[8]

### التعاونات الزراعية وغيرها من التغيرات الاجتماعية
قبل عام 1949، كان الفلاحون يقومون بزراعة جيوب صغيرة من الأراضي الخاصة بهم، وكانوا يهتمون بالممارسات التقليدية المتعلقة بالأسواق، وهي الاحتفالات والمآدب وتكريم الأسلاف. وقد تم إدراك أن سياسة (ماو) المتعلقة باستخدام احتكار الدولة للزراعة من أجل تمويل التصنيع قد لا يكون أمرًا مرغوبًا به لدى الفلاحين، وبالتالي، تم اقتراح أن يصبح الفلاحون تحت سيطرة الحزب من خلال إنشاء تعاونيات زراعية يمكن أن تسهل كذلك من مشاركة الأدوات وحيوانات الجر. وقد تم البدء في تطبيق تلك السياسة بشكل تدريجي بين عامي 1949 و1958، في البداية من خلال إنشاء «فريق المساعدة المتبادلة» والتي تشتمل على 5 إلى 15 أسرة، ثم في عام 1953 تم إنشاء «التعاونيات الزراعية المبدئية» التي تشتمل على 20 إلى 40 أسرة، ثم منذ عام 1956 تم إنشاء «التعاونيات العليا» والتي كانت تشتمل على 100 إلى 300 أسرة. وبالإضافة إلى ذلك، في عام 1954، كان يتم تشجيع الفلاحين من أجل تكوين التعاونيات والانضمام إليها، حيث كان يزعم أن ذلك يمكن أن يزيد من فاعليتهم بدون سحب أراضيهم منهم أو تقييد سبل معيشتهم. وبحلول عام 1958، مع ذلك، تم إلغاء الملكية الخاصة بشكل تام وتم إجبار كل الأسر في مختلف أرجاء الصين إلى العمل في دولة تديرها البلديات. وقد أصر (ماو) على ضرورة إنتاج البلديات للمزيد من الحبوب للمدن وتجميع العملة الصعبة من خلال التصدير. وكانت هذه الإصلاحات (والتي يشار إليها في بعض الأحوال الآن باسم القفزة العظيمة للأمام) غير مقبولة بشكل عام لدى الفلاحين، وكان يتم تطبيقها في الغالب من خلال دعوتهم إلى الاجتماعات وجعلهم يبقون فيها لأيام وأحيانًا أسابيع إلى أن وافقوا «بشكل تطوعي» على الانضمام إلى التعاونيات.[بحاجة لمصدر]
وبالإضافة إلى تلك التغييرات الاقتصادية، قام الحزب بتطبيق تغييرات اجتماعية ضخمة في الريف بما في ذلك طرد كل المؤسسات والاحتفالات الدينية والمتصوفة واستخدام الاجتماعات السياسية وجلسات الدعاية[ ؟ ] بدلاً من ذلك. وقد تم تنفيذ محاولات من أجل تحسين التعليم الريفي وحالة المرأة في الريف (مما سمح لهم بطلب الطلاق إذا رغبن في ذلك) وإنهاء ربط الأقدام وزواج الأطفال وإدمان الأفيون. وتم بدء تقديم جوازات السفر الداخلية (التي كان يطلق عليها اسم نظام هوكو) في عام 1956، والذي كان يحظر السفر بدون الحصول على ترخيص مناسب. وقد تم منح أعلى مستويات الأولوية للبروليتاريين الذين تم إنشاء دولة الرفاهية من أجلهم.
ولم تحقق المرحلة الأولى من التنظيم الجماعي نجاحًا كبيرًا، وحدثت مجاعة شاسعة في عام 1956، رغم أن وسائل الدعاية الخاصة بالحزب أعلنت بشكل تصاعدي عن زيادة مستويات الحصاد. وقد نادى المعتدلون في الحزب، بما في ذلك (تشو إن لاي)، بعكس التنظيم الجماعي. وقد تمت تقوية موقف المعتدلين من خلال (خروشيف) 1956 خطاب سري في المؤتمر العشرين والذي كشف فيه عن جرائم (ستالين) وألقى الضوء على فشل سياساته الزراعية بما في ذلك التنظيم الجماعي في اتحاد الجمهوريات الاشتراكية السوفياتية.

### حملة مئة زهرة وحملة مقاومة اليمينيين
في عام 1957، استجاب (ماو) لحالات التوتر والشد والجذب في الحزب من خلال الترويج للخطابات الحرة والنقد الحر بموجب حملة 100 زهرة. وفي وقت لاحق، قال البعض إن ذلك ما كان إلا حيلة للتعرف على منتقدي النظام، خصوصًا النقاد من المثقفين وكذلك الأعضاء من الفئات الأقل في الحزب والذين يوجهون النقد إلى السياسات الزراعية. ويقول البعض إن (ماو) بكل بساطة تحول إلى جانب المتشددين بمجرد أن لاقت سياساته معارضة شديدة. وبمجرد أن فعل ذلك، تم التخلص مما لا يقل على مليون شخص في حملة مقاومة اليمينيين، والتي تمكنت بكفاءة من إسكات كل أصوات المعارضة من داخل الحزب أو من الخبراء الزراعيين عن التغييرات التي يجري تنفيذها بموجب القفزة العظيمة للأمام.
ومع إتمام الخطة الاقتصادية خماسية السنوات الأولى في عام 1957، بدأ (ماو) في الشك أن المسار الذي اتخذه الاتحاد السوفيتي للوصول إلى الاشتراكية يناسب الصين. وقد كان يعارض إبطال (خروشيف) لسياسات (ستالين) وقد حذرته الثورات التي قامت في ألمانيا الشرقية وبولندا والمجر وكذلك تصور أن اتحاد الجمهوريات الاشتراكية السوفيتية كان يسعى نحو «التعايش السلمي» مع القوى الغربية. وقد أصبح (ماو) مقتنعًا بأن الصين يجب أن تأخذ طريقًا خاصًا بها تجاه الشيوعية. وحسبما قال (جوناثان ميرسكي) (Jonathan Mirsky)، وهو مؤرخ وصحفي متخصص في الشئون الصينية، إن عزلة الصين عن معظم أرجاء العالم بالإضافة إلى الحرب الكورية قد ساعدت على تسريع هجمات ()ماو على من تصور أنهم أعداء محليون له. فقد أدى ذلك إلى تسريع خططه من أجل تطوير اقتصاد يمكن أن يحقق النظام من خلاله أكبر قدر ممكن من الاستفادة من خلال الضرائب على الريف.

### المجاعة والوفيات في الصين
بين عامي 108 قبل الميلاد و1911 ميلادية، حدثت 1828 مجاعة في أماكن متفرقة من الصين، رغم أن أغلبها كانت صغيرة ومحلية النطاق. وعلى الأقل منذ عام 1851، كان الفلاحون يعيشون في مستوى هامشي وكان الجوع ينتشر بشكل كبير. وخلال الأربعينيات من القرن العشرين، جعل الغزو الياباني والحرب الأهلية الوضع أكثر سوءً.
ومن نهايات القرن الرابع عشر وحتى منتصف القرن العشرين، زاد عدد السكان في الصين بشكل مطرد. ولم يقل عدد السكان إلا مرتين فقط خلال تلك الفترة: في القرن السابع عشر بسبب انهيار أسرة مينغ (Ming) الحاكمة وخلال تمرد تايبينغ في منتصف القرن التاسع عشر. ومن عام 1851 وحتى عام 1949، انخفض معدل النمو السكاني إلى أقل من 0.3% بسبب الانهيار الاجتماعي المرتبط بانهيار أسرة تشينغ (Qing) الحاكمة والاستعمار والحرب الأهلية والغزو الخارجي والقتل على يد الحكومة على يد اليابانيين والشيوعيين والقوميين.
وقد أشار مسح تم إجراؤه بين عامي 1929 و1931 للأسر الزراعية في الصين أن متوسط العمر عند الولادة هو 23.7 سنة للإناث و24.6 سنة للذكور، وكان معدل الوفيات خطيرًا بنسبة تصل إلى 41.5 في الألف (أكبر من معدل المواليد بقليل)، ووصل معدل وفيات الأطفال في العام الأول من حياتهم إلى أكثر من 30%. وهذا المسح لا يعبر عن الصين ككل، لأنه لم يشتمل إلا على الأسر الزراعية ولأنه «تم إجراؤه في أجزاء من الصين لم تكن تتسهم بالهدوء والرفاهية النسبيين، ولا تشارك في الحروب النشطة، ولكنه تم بشكل أكثر صرامة وحداثة تحت سيطرة حكومة الكومينتانغ (Guomindang)»، إلا أنه يعطي صورة تقريبية لحالة الوفيات في الصين في تلك الفترة.
خلال الخمسينيات من القرن العشرين في الصين، كما كان الحال في الكثير من أرجاء آسيا وأمريكا اللاتينية وبعض أرجاء الشرق الأوسط وإفريقيا، انخفض معدل الوفيات بشكل كبير. وفي الصين، نجم ذلك عن إنهاء الحروب واستعادة النظام المدني بعد ذلك، وانخفاض مستوى الفقر المدقع، وزيادة الخصوبة (والتي أدت إلى تغيير توزيع الأعمار)، وارتفاع مستوى النظم الصحية والتحسينات التي جرت في النظام الصحي، بما في ذلك برامج التطعيم والسيطرة على الأوبئة.

## العوامل التنظيمية والتشغيلية
لقد بدأت حملة القفزة العظيمة للأمام خلال فترة الخطة الخمسية الثانية التي كان من المخطط لها الاستمرار من عام 1958 وحتى عام 1963، إلا أن الحملة نفسها توقفت في عام 1961. وقد كشف (ماو) عن القفزة العظيمة للأمام في اجتماع في عام 1958 في "نان جينغ" (Nanjing).
وكانت الفكرة الرئيسية وراء القفزة العظيمة هي ضرورة إتمام التطوير السريع للقطاعات الزراعية والصناعية في الصين في نفس الوقت. وكان الهدف منها هو نشر التصنيع من خلال الاستفادة من الإمدادات الضخمة من العمالة رخيصة الثمن وتجنب استيراد المعدات الثقيلة. كما كانت الحكومة كذلك ترمي إلى تجنب الطبقات الاجتماعية والاختناقات التقنية الموجودة في النموذج السوفيتي للتطور، إلا أنها كانت تهدف إلى التوصل إلى حلول سياسية وليس فنية لتنفيذ ذلك. من خلال عدم الثقة في الخبراء الفنيين، حاول (ماو) والحزب استنساخ الاستراتيجيات التي كان يتم استخدامها في إعادة التجميع في الثلاثينيات من القرن العشرين في "يان آن" (Yan'an) بعد المسيرة الطويلة: "التعبئة الشاملة والمساواة الاجتماعية وتوجيه الهجمات ضد البيروقراطية، [و]ازدراء العقبات المادية." وقد دعا (ماو) إلى أنه هناك جولة إضافية من التنظيم الجماعي في نظام اتحاد الجمهوريات الاشتراكية السوفياتية "الفترة الثالثة" ضرورية في الريف، حيث يتم دمج التعاونيات الموجودة في بلديات شعبية ضخمة.

### البلديات الشعبية

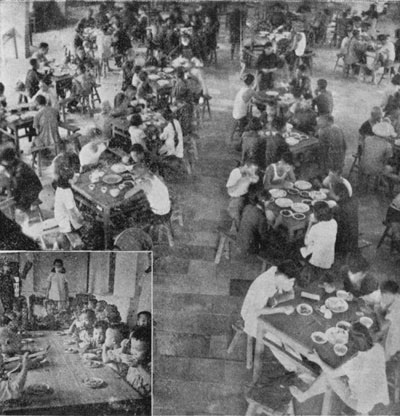
في البداية، كان يمكن لأعضاء البلديات تناول الطعام مجانًا في مقاصف البلديات. وقد توقف هذا الأمر عندما ضعف الإنتاج الغذائي.

وقد تم تأسيس بلدية تجريبية في "تشايا شان" (Chayashan) في "هِن آن" (Henan) في أبريل من عام 1958. وفيها، ولأول مرة، تم إلغاء امتلاك قطع الأرض بشكل خاص للمرة الأولى، وتم تقديم المطابخ الاشتراكية. وفي اجتماعات المكتب السياسي في أغسطس من عام 1958، تم التقرير بأن هذه البلديات الشعبية يمكن أن تصبح شكلاً جديدًا من أشكال التنظيم الاقتصادي والسياسي في مختلف أرجاء ريف الصين. ومع نهاية العام، كان قد تم تأسيس حوالي 25.000 بلدية شعبية، وكان متوسط عدد المشاركين فيها حوالي 5,000 أسرة لكل بلدية. وقد كانت البلديات عبارة عن تعاونيات ذاتية الاكتفاء بشكل نسبي حيث كان يتم استبدال الأجور والأموال واستخدام نقاط العمل بدلاً منها.
وبناءً على هذا العمل الميداني، يصف (رالف إيه ثاكستون) الابن (Ralph A. Thaxton Jr.) البلديات الشعبية على أنها شكل من أشكال «نظام التمييز العنصري» لأسر المزارعين الصينيين. وكان نظام البلديات يهدف إلى تعظيم الإنتاج من أجل توفير احتياجات المدن وإنشاء المكاتب والمصانع والمدارس وأنظمة التأمين الاجتماعي من أجل العمال والكوادر والمسؤولين الذين يقطنون المناطق الحضرية. وكان يوسم المواطنون في المناطق الحضرية الذين ينتقدون النظام بأنهم «خطرون». كما كان كذلك من الصعوبة بمكان أو من الاستحالة النجاح في الهروب، وتعرض أولئك الذين حاولوا الهروب «للنضال العام الذي ينظمه الحزب»، والذي عرض حياتهم للمزيد من الخطر. وبالإضافة إلى الزراعة، اشتملت البلديات كذلك على بعض الصناعات الخفيفة ومشروعات الإنشاءات البسيطة.

### التصنيع

أشخاص في الريف يعملون وقت الليل من أجل إنتاج الصلب.

رأى ماو أن إنتاج الحبوب والصلب هو الأعمدة الرئيسية للتطوير الاقتصادي. وقد توقع أنه خلال 15 عامًا من بداية القفزة العظيمة، يمكن أن يتجاوز إنتاج الصين من الصلب إنتاج المملكة المتحدة. وفي اجتماعات المكتب السياسي في أغسطس من عام 1958، تم اتخاذ قرار بمضاعفة إنتاج الصلب خلال العام، حيث كان معظم هذه الزيادة يأتي من خلال الأفران التي يتم إنشاؤها في الأفنية الخلفية للمنازل.[بحاجة لمصدر] وقد تم تنفيذ استثمارات ضخمة في مشروعات حكومية كبيرة في الفترة بين عامين 1958 و1960: حيث تم بدء مشروعات حكومية متوسطة إلى واسعة النطاق عددها 1,587 و1,361 و1,815 في الأعوام 1958 و1959 و1960 على التوالي، وكان هذا العدد يزيد في كل عام عن الخطة الخمسية الأولى.
وقد أصبح الملايين من الصينيين يعملون في الدولة نتيجة لهذا الاستثمار الصناعي: وفي عام 1958، تمت إضافة 21 مليون مواطن إلى كشوف الرواتب الحكومية غير الزراعية، ووصل إجمالي عدد العاملين في الدولة إلى ذروته وهو 50.44 مليون شخص في عام 1960، وهو ما كان أكثر من الضعف عما كان الوضع عليه في عام 1957، وتضخم عدد السكان في المدن بمقدار 31.24 مليون نسمة. وقد خلق هؤلاء العمال الجدد ضغطًا شديدًا على نظام التقنين الغذائي في الصين، مما أدى إلى تزايد وعدم استدامة المطالب على الإنتاج الغذائي من الريف.
وأثناء هذا التوسع حثيث الخطى، ظهرت المعاناة في التنسيق وتكرر نقص المواد، مما أدى إلى «ارتفاع ضخم في فاتورة الأجور، خصوصًا لعمال الإنشاءات، مع عدم وجود ارتفاع مقابل في السلع التي يتم تصنيعها». ولمواجهة هذا العجز الرهيب، قامت الحكومة بتقليل الاستثمارات الصناعية من 38.9 إلى 7.1 بليون يوان من 1960 إلى 1962 (بانخفاض مقداره 82%، حيث كان المستوى في عام 1957 هو 14.4 بليون يوان).

### أفران الأفنية الخلفية

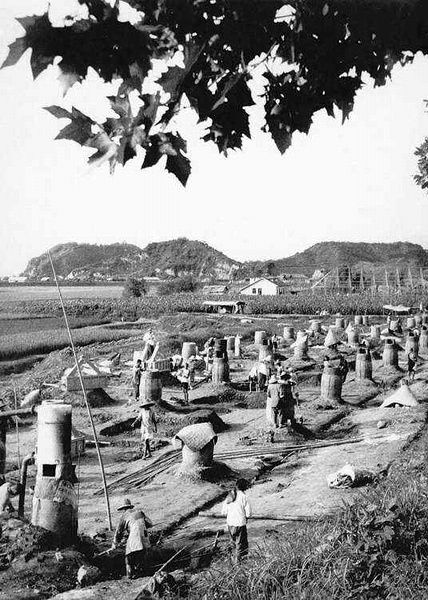
أفران الأفنية الخلفية في الصين خلال فترة القفزة العظيمة للأمام.

مع عدم وجود معرفة شخصية بعلم المعادن، شجع ماو إنشاء أفران الصلب في الأفنية الخلفية في كل بلدية وفي كل مجاورة حضرية. وقد تم عرض نموذج لأفران الأفنية الخلفية على ماو في هيفي (Hefei) في أنهوي (Anhui) في سبتمبر من عام 1958 من خلال سكرتير أول المحافظات زينج تشيشينج (Zeng Xisheng)[بحاجة لمصدر]. وقد قيل أن هذه الوحدة تنتج صلبًا عالي الجودة (رغم أنه في الواقع كان الصلب الناتج قد تم إنتاجه في مكان آخر).[بحاجة لمصدر]
وقد تم بذل جهود ضخمة من الفلاحين وغيرهم من العمال من أجل إنتاج الصلب من المعادن الخردة. ولتغذية تلك الأفران بالوقود، كانت الحكومة المحلية تقوم بقطع الأشجار، بالإضافة إلى الأخشاب التي يتم الحصول عليها من أبواب ومنازل الفلاحين. وكانت تتم مصادرة الأواني والمقالي وغيرها من المصنوعات المعدنية من أجل توفير «الخردة» للأفران، حتى يمكن الوفاء بأهداف الإنتاج المتفائلة للغاية. وقد انتقل العديد من العمال الزراعيين من الحصاد من أجل المساعدة في إنتاج الحديد، كما فعل نفس الأمر العديد من عمال المصانع والمدارس وحتى المستشفيات. ورغم أن النتائج كانت تمثل كتلاً منخفضة الجودة من الحديد التي كانت قيمتها الاقتصادية متدنية للغاية، كان ماو يفقد الثقة بشكل كبير في المثقفين وإيمان عميق في قوة التعبئة الجماهيرية من الفلاحين.
وبالإضافة إلى ذلك، فإن تجربة الفئات المثقفة بعد حملة المائة زهرة أسكتت أولئك الذين كانوا على دراية بحماقة تلك الخطة. وحسب ما قاله الطبيب الخاص لماو لي تشيسوي (Li Zhisui)، قام ماو وحاشيته بزيارة مصانع الصلب التقليدية في منشوريا (Manchuria) في يناير من عام 1959، حيث اكتشف أنه لا يمكن إنتاج الصلب عالي الجودة إلا من خلال مصانع ضخمة تعتمد على مصادر وقود يعتمد عليها مثل الفحم. ومع ذلك، فإنه قرر عدم إيقاف أفران الصلب في الأفنية الخلفية حتى لا يقلل الحماس الثوري لدى الجماهير. إلا أن هذا البرنامج تم التخلي عنه بشكل أكثر هدوءًا في نفس هذا العام.

### الري
تم بذل جهود ضخمة أثناء القفزة العظيمة للأمام على نطاق واسع، لكن في مشروعات إنشاءات لم يتم التخطيط لها برأس مال جيد، مثل أعمال الري[ ؟ ] التي كان غالبًا ما يتم بناؤها بدون إشراف المهندسين المدربين. وقد كان ماو على وعي تام بالتكلفة البشرية لحملات توفير المياه. وفي بدايات عام 1958، أثناء الاستماع إلى تقرير حول الري في Jiangsu (جيانغسو)، قال:
"يقول وو تشيبو (Wu Zhipu) إنه يمكنه نقل 30 مليون متر مكعب من المياه، وأعتقد أن 30000 شخص سوف يموتون بسبب ذلك. "وقال زينج تشيشينج إنه سوف يقوم بنقل 20 بليون متر مكعب من المياه، وأعتقد أن 20000 شخص سوف يموتون بسبب ذلك. أما وايكينج (Weiqing) فيعد بنقل 600 مليون متر مكعب، وربما لن يموت أحد."
رغم أن ماو «انتقد الاستخدام المفرط للسخرة من أجل مشروعات توفير المياه على نطاق واسع» في أواخر عام 1958،  إلا أن عمليات التعبئة الشاملة في مشروعات الري استمرت بدون هوادة خلال الأعوام المتعددة التالية، وراح ضحيتها مئات الآلاف من القرويين منهكي القوى والمتضورين جوعًا. وقد كان سكان كينجشوي (Qingshui) وقانسو (Gansu) يشيرون إلى تلك المشروعات على أنها «حقول الموت».

### التجارب على المحاصيل
في البلديات، تم تطوير بعض الإبداعات الزراعية الراديكالية والجدلية بأمر من ماو. والعديد من تلك الإبداعات كانت تعتمد على أفكار مهندس زراعي سوفيتي فاقد للمصداقية اسمه تروفيم ليزنكو (Trofim Lysenko) وأتباعه. وقد اشتملت السياسات على الزراعة المتقاربة، حيث يتم زرع البذور بشكل أكثر كثافة من المعتاد بناءً على افتراض خاطئ بأن البذور ذات نفس الفئة لا يمكن أن تتنافس مع بعضها البعض.[بحاجة لمصدر] كما تم تشجيع الحرث العميق (بما يصل إلى عمق مترين) بناءً على اعتقاد خاطئ بأن ذلك يمكن أن يؤدي إلى الحصول على نباتات ذات أنظمة جذور كبيرة للغاية. وتم ترك الأراضي متوسطة الإنتاجية بدون زراعة اعتقادًا بأن تركيز السماد والجهود على الأراضي الأكثر خصوبة يمكن أن يؤدي إلى الحصول على حبوب أكثر لكل فدان. وقد أدت هذه الإبداعات التي لم يتم اختبارها معًا إلى حدوث انخفاض في إنتاج الحبوب بدلاً من تحقيق زيادة فيه.
وفي نفس الأثناء، تعرض القادة المحليون لضغوط من أجل تقديم تقارير خاطئة بأرقام تشير إلى أكبر ارتفاع حدث في إنتاج الحبوب إلى رؤسائهم السياسيين. وتذكر المشاركين في الاجتماعات السياسية أنه كان يتم تضخيم الأرقام المتعلقة بالإنتاج بمقدار 10 مرات عن مقادير الإنتاج الفعلية مع تزايد وتيرة السباق لإرضاء الرؤساء والفوز بالتقدير، مثل الحصول على فرصة للقاء ماو ذاته. وقد اضطرت الدولة بعد ذلك إلى إجبار العديد من مجموعات الإنتاج إلى بيع المزيد من الحبوب عما يمكنهم توفيره بناءً على أرقام الإنتاج الخاطئة تلك.

### التعامل مع القرويين
يقول ميرسكي أن الحظر الذي فرض على الممتلكات الخاصة قد دمر حياة الفلاحين في أهم مستوياتها. فلم يكن القرويون يتمكنون من توفير كمية كافية من الطعام من أجل الاستمرار في الحياة، حيث تم حرمانهم من الوسائل التقليدية المرتبطة بتأجير أو بيع أو استخدام الأراضي كضمان للحصول على القروض من خلال نظام البلديات. وفي واحدة من القرى، عندما تم تفعيل البلدية، قام رئيس الحزب وزملاؤه «بأعمال هوسية، حيث كانوا يقودون القرويين إلى الحقول للنوم بها وللعمل لعدد ساعات لا يطيقها البشر، مع إجبارهم على السير، وهم جوعى، إلى مشروعات إضافية بعيدة للغاية.»
وكتب إدوارد فريدمان (Edward Friedman)، وهو عالم في العلوم السياسية في جامعة ويسكونسين (Wisconsin)، وبول بيكوفيتش (Paul Pickowicz)، وهو مؤرخ في جامعة كاليفورنيا، في سان دييجو، ومارك سيلدين (Mark Selden)، وهو أستاذ علم الاجتماع في جامعة بينغهامتون (Binghamton)، عن ديناميكية التفاعل بين الحزب والقرويين قائلين:
كانت الديناميكية النظامية والهيكلية للدولة الاشتراكية هي تجنب الهجوم وعدم توجيه أي أسئلة، والتي أدت إلى ترهيب وإفقار الملايين من القرويين الوطنيين والمخلصين.
يقدم المؤلفون صورة مشابهة لصورة ثاكستون في تصوير تدمير الحزب الشيوعي لعادات القرويين الصينيين. وحسبما قال ميرسكي أن العائدات المحلية التي كانت مثار الإعجاب في الإطار التقليدي أصبحت علامات «للإقطاعية» بهدف كبت جماحها. «ومن بين تلك العادات تأتي الجنائز وحفلات الزواج والأسواق المحلية والاحتفالات. وبالتالي فإن الحزب دمر الكثير مما كان يمنح الطعم والمعنى لحياة الصينيين. فهذه الروابط الخاصة كانت بمثابة الرابط الاجتماعي. فمن شأن البشر الحزن والاحتفاء. بينما الأنسنة تتمثل في مشاركة الفرحة والحزن والألم.» وكانت عدم القدرة على حضور الحملات السياسية للحزب الشيوعي الصيني، رغم أن أهداف هذه الحملات كانت غالبًا متعارضة، «يمكن أن تؤدي إلى الاعتقال والتعذيب والوفاة ومعاناة الأسرة بالكامل.»
وكانت جلسات النقد العامة غالبًا ما تستخدم من أجل تهديد الفلاحين للالتزام بالكوادر المحلية، وقد أدت إلى زيادة معدل الوفيات بسبب المجاعة بعدة طرق، وذلك حسبما قال ثاكستون. «في بداية الأمر، كانت الضربات الموجهة إلى الجسم تسبب الإصابات الداخلية، ناهيكم عن أنها بالإضافة إلى الهزال البدني والجوع الحاد كانت يمكن أن تؤدي إلى الوفاة.» وفي حالة من الحالات، بعد أن سرق أحد الفلاحين كرنبتين من الحقول العامة، تم توجيه الانتقاد بشكل عام إلى اللص لمدة نصف يوم. إلى أن انهار، وسقط مريضًا، ولم يتعاف من هذا المرض مطلقًا. وتم إرسال الآخرين إلى معسكرات العمل.
ويكتب فرانك ديكوتير (Frank Dikötter) أن الضرب بالعصي كان أشهر الطرق المستخدمة من قبل الكوادر، وقام تقريبًا نصف الكوادر كلها بتوجيه الضرب أو استخدام العصا بشكل منتظم مع الناس. وهناك كوادر أخرى اخترعت وسائل أكثر حدة لإذلال وتعذيب أولئك الذين يفشلون في الالتزام بالقواعد. ومع انتشار المجاعة بشدة، كان يتوجب استخدام عنف أشد بهدف إجبار الأشخاص الذين يعانون من سوء التغذية على العمل في الحقول. وكان الضحايا يدفنون أحياء، أو يتم إلقاؤهم مقيدين في البرك، أو يتم تعريتهم تمامًا وإجبارهم على العمل في وسط الشتاء، أو كانوا يوضعون في المياه المغلية، أو يجبرون على تناول البول والبراز، أو كان يتم تعريضهم لبتر بعض الأعضاء (اقتلاع الشعر، وجدع الأذن والأنف). وفي غوانغدونغ (Guangdong)، قامت بعض الكواد بحقن المياه المالحة في ضحاياهم باستخدام إبر معدة للاستخدام مع الماشية.
يذكر بنجامين فالانتينو (Benjamin Valentino) قائلاً إن «كان بعض المسؤولين الشيوعيين في بعض الأحيان يقومون بتعذيب وقتل أولئك المتهمين بالفشل في الوفاء بحصتهم من الحبوب.»
ومع ذلك، قال جيه جي ماهوني (J. G. Mahoney)، أستاذ الدراسات الليبرالية والدراسات الشرق آسيوية في جامعة ولاية جراند فالي أنه «يوجد قدر كبير من التنوع والديناميكية في الدولة للالتحاق بعمل واحد ... كانت الأرياف في الصين كما لو كانت مكانًا واحدًا.» ويصف ماهوني رجل كبير في السن في شانشي (Shanxi) يتذكر ماو بإعجاب قائلاً «قبل ماو، في بعض الأحيان كنا نتناول أوراق الشجر، أما بعد التحرير، فلم نكن نتناوله». وبغض النظر عن ذلك، فإن ماهوني يوضح أن القرويين في دا فو (Da Fo) يتذكرون القفزة للأمام على أنها فترة مجاعات ووفيات، ومن بين أولئك الذين نجوا من دا فو أولئك الذين كان بإمكانهم هضم أوراق الشجر.

### مؤتمر لوشان
تمت مناقشة التأثير المبدئي للقفزة العظيمة للأمام في مؤتمر لوشان (Lushan) في يوليو / أغسطس 1959. ورغم أن العديد من القيادات الأكثر اعتدالًا كان لديها تحفظات حول السياسة الجديدة، إلا أن القائد الوحيد الذي عبر عن ذلك صراحة أمام الآخرين كان المارشال بينغ ديهواي (Peng Dehuai). وقد رد ماو على انتقاد بينغ للقفزة العظيمة من خلال فصله من منصبه كوزير للدفاع، كما اتهم بينغ (الذي جاء من أسرة زراعية فقيرة) وداعميه بأنهم «برجوازيون»، بالإضافة إلى شن حملة في مختلف أرجاء الدولة ضد «الانتهازية اليمينية». وقد حل لين بياو (Lin Biao) محل بينغ، وقد قام بإجراء تطهير نظامي لداعمي بينغ من الجيش.

## التبعات
وقد أدى فشل السياسات الزراعية وانتقال المزارعين من الزراعة إلى العمل الصناعي وربما الظروف الجوية إلى حدوث مجاعة حادة. كما تعرض الكثير كذلك للوفاة بسبب إساءة تعامل الموظفين الحكوميين معهم. كما تعرض الاقتصاد، الذي كان قد تحسن منذ نهاية الحرب الأهلية، إلى الدمار. وردًا على هذه الظروف شديدة القسوة، ظهرت المقاومة بين الجماهير. وكانت التأثيرات على المستويات الحكومية العليا ردًا على الكارثة معقدة، حيث قام ماو باستبعاد وزير الدفاع القومي بينغ ديهوي في عام 1959، والترقية المؤقتة للين بياو وليو شوقي ودينغ شياو بينغ، وفقد ماو لبعض من سلطاته وهيبته بعد القفزة العظيمة للأمام، مما حدى به إلى بدء الثورة الثقافية في عام 1966.

### المجاعة
رغم الإبداعات الزراعية الضارة، كان الطقس في عام 1958 رائعًا وكان الحصاد مبشرًا بالخير. ولسوء الحظ، فإن مقدار العمالة التي تحولت إلى إنتاج الصلب ومشروعات الإنشاءات أدى إلى ترك الكثير من الحصاد في بعض المناطق في الأرض دون حصاد إلى أن تعفن. وقد تفاقمت هذه المشكلة بسبب هجوم سرب مدمر من الجراد، والذي حدث عندما تم قتل الكائنات التي تتغذى عليها كجزء من حملة سبارو (Sparrow) العظمى. ورغم قلة الحصاد الفعلي، تنافس المسؤولون المحليون، الذين وقعوا تحت ضغط هائل من السلطات المركزية للإبلاغ عن أرقام قياسية فيما يتعلق بالحصاد بسبب الإبداعات، مع بعضهم البعض للإعلان عن نتائج مبالغ فيها على نحو متزايد. وقد تم استخدام تلك التقارير كأساس لتحديد مقدار الحبوب الذي تأخذه الدولة لتزويد المدن والبلدات به، بالإضافة إلى المقدار الذي يتم تصديره. وقد أدى ذلك إلى عدم ترك إلا كميات لا تكفي إلا بالكاد للفلاحين، وحينها بدأت شرارة المجاعة في بعض المناطق.
خلال الفترة بين عامي 1958 و1960، استمرت الصين في أن تكون مصدرًا صافيًا هامًا للحبوب، رغم المجاعة واسعة النطاق التي ضربت الريف، حيث حاول ماو الحفاظ على ماء وجهه وإقناع العالم الخارجي بنجاح خططه. وتم رفض تقديم المعونات الأجنبية. وعندما أخبر وزير الخارجية الياباني نظيره الصيني تشين يي (Chen Yi) بعرضه بتقديم 100 ألف طن من القمح من خلال شحنها إلى الصين بشكل سري، تم رفض الطلب. كما كان جون إف كينيدي (John F Kennedy) كذلك على دراية بتصدير الصين للطعام إلى إفريقيا وكوبا أثناء فترة المجاعة، وقال «لم تصلنا أي إشارة من الشيوعيين الصينيين أنهم يمكن أن يرحبوا بأي عرض للطعام.»
وفي عام 1959 و1960، كان الطقس أقل روعة، وازداد سوء الوضع بشكل كبير، حيث تعرضت العديد من المحافظات الصينية للمجاعة. وفي يوليو من عام 1959، فاض النهر الأصفر وغمر شرق آسيا. وبحسب مركز الكوارث،  فإن ذلك أدى، سواء من خلال المجاعة بسبب تلف المحاصيل أو جفافها، إلى وفاة ما يقدر بمليوني شخص.
وفي عام 1960، أثرت على الأقل درجات من درجات الجفاف وغير ذلك من أحوال الطقس السيئة على 55 في المائة من الأراضي المزروعة، في حين أن 60 في المائة من الأراضي الزراعية في الشمال لم تصبها الأمطار على الإطلاق.
ومع الانخفاض الشديد في المحاصيل، حتى المناطق الحضرية عانت من تقليل الحصص الخاصة بها، إلا أن المجاعة واسعة النطاق لم تخرج عن إطار الريف، حيث لم يترك إلا قدر قليل للغاية من الحبوب للفلاحين من أجل أكلها، نتيجة إحصاءات الإنتاج التي تم تضخيمها بشكل كبير. وكان نقص الطعام شديدًا في مختلف أرجاء الدولة، إلا أن المحافظات التي تبنت إصلاحات ماو بشكل أكبر قوة، مثل أنهوي وقانسو وهنان، كانت تعاني بشكل غير متناسب. ويُعتقد أن سيتشوان (Sichuan)، وهي واحدة من أكثر المحافظات الصينية سكانًا، وتشتهر في الصين بأنها «مخزن حبوب الجنة» بسبب شدة خصوبتها، قد تعرضت لأكبر عدد من الوفيات بسبب المجاعة، بسبب القوة الكبيرة التي ساند بها المحافظ لي جينكوان (Li Jinquan) إصلاحات ماو. وأثناء القفزة العظيمة للأمام، تم تسجيل وقوع بعد حالات أكل لحوم البشر في بعض أجزاء الصين التي تأثرت بشدة بالمجاعة.
وقد استمرت السياسات الزراعية للقفزة العظيمة للأمام والمجاعة المقترنة بها حتى يناير من عام 1961، حيث تم الإقرار في الجمعية العمومية التاسعة للجنة المركزية الثامنة باستعادة الإنتاج الزراعي من خلال عكس سياسات القفزة العظيمة. وتم إيقاف عمليات تصدير الحبوب، كما ساعدت الحبوب التي تم استيرادها من كندا ومن أستراليا على التقليل من تأثير حالات نقص الطعام، على الأقل في المدن الساحلية.

#### الوفيات الناجمة عن المجاعة
| حالات الوفاة (بالملايين) | الكاتب (الكتاب)         | العام |
| ------------------------ | ----------------------- | ----- |
| 23                       | بينغ                    | 1987  |
| 27                       | كوال (Coale)            | 1984  |
| 27                       | روميل (Rummel)          | 1991  |
| 30                       | أشتون (Ashton)، وآخرون. | 1984  |
| 30                       | بانيستر                 | 1987  |
| 30                       | بيكر (Becker)           | 1996  |
| 32.5                     | كاو (Cao)               | 2005  |
| 36                       | يانج (Yang)             | 2008  |
| 38                       | Chang and Halliday      | 2005  |
| 42 حد أدنى               | ديكوتير                 | 2010  |

يصعب تحديد الرقم الدقيق لعدد الوفيات بسبب المجاعة بدقة، وتتراوح التقديرات بين 18 مليون  إلى على الأقل 42 مليون شخص. وبسبب عدم اليقين فيما يتعلق بتقدير حالات الوفيات الناجمة بسبب المجاعة الناشئة عن القفزة العظيمة للأمام أو أي مجاعة، يكون من الصعب مقارنة حدة المجاعات المختلفة. ومع ذلك، إذا كان المتوسط التقديري المقبول هو 30 مليون قتيل، فإن المجاعة الناجمة عن القفزة العظيمة للأمام هي أكثر مجاعة خلفت قتلى في تاريخ الصين وفي تاريخ العالم. وبشكل كبير، كان السبب وراء ذلك العدد الضخم لسكان الصين، ففي المجاعة الأيرلندية العظمى، توفي حوالي مليون شخص من عدد السكان البالغ حينها 8 ملايين نسمة، أي توفي 12.5% منهم. أما في مجاعة الصين العظمى، توفي حوالي 30 مليون نسمة من عدد سكان يصل إلى 600 مليون نسمة، أي توفي 5% من السكان.
لقد عكست القفزة العظيمة للأمام الاتجاه التناقصي للوفيات الذي حدث في عام 1950،  رغم أنه حتى أثناء القفزة، لم يكن عدد الوفيات ليصل إلى مستويات ما قبل عام 1949. وقد أدت حالات الوفيات الناجمة عن المجاعة وقلة عدد المواليد إلى انخفاض عدد سكان الصين في عامي 1960 و1961. وقد كانت هذه هي المرة الثالثة فقط خلال 600 عام التي ينخفض فيها عدد سكان الصين. وبعد القفزة العظيمة للأمام، انخفضت معدلات الوفيات إلى ما هو أقل من مستويات فترة ما قبل القفزة، واستمر الاتجاه التناقصي الذي ظهر في عام 1950.
تنوعت حدة المجاعة من منطقة إلى أخرى. وقد تجاوز عدد الوفيات في فويانج، وهي منطقة وصل تعداد سكانها في عام 1958 إلى 8 ملايين نسمة، عدد القتلي في حقول القتل في كمبوتشيا الديمقراطية حيث توفي أكثر من 2.4 مليون نسمة بها على مدار ثلاثة أعوام. وفي قرية جاو (Gao) في محافظة جيانغشى (Jiangxi)، وقعت مجاعة، إلا أنه لم يمت أي شخص بسبب الجوع.

##### أساليب تقدير عدد الوفيات ومصادر الأخطاء
تم تقدير عدد الوفيات الناجمة عن المجاعة أثناء القفزة العظيمة للأمام اعتمادًا على أساليب مختلفة. يقارن بانيستر وكوال وأشتون وآخرون بين المراحل العمرية من الإحصاءات السكانية لأعوام 1953 و1964 و1982، وسجلات المواليد والوفيات السنوية ونتائج مسح خصوبة 1:1000 عام 1982. ومن هذه الأرقام، قاموا بحساب عدد الوفيات الزائدة فوق معدل وفيات مستنتج بين معدلات الوفيات قبل وبعد القفزة. وكلها تشتمل على تصحيحات للأخطاء المتصورة الموجودة في مجموعات البيانات المختلفة. يستخدم بينغ الوفيات المبلغ عنها من الإحصاءات الحيوية من 14 محافظة، ويضيف 10% للحالات التي لم يتسن الإبلاغ عنها، ثم يقوم بتوسيع النتائج لكي تغطي كل أرجاء الصين، بافتراض أن معدلات الوفاة متشابهة في المحافظات الأخرى. وهو يستخدم معدلات الوفيات في عامي 1956 و1957 لتكون معدلات الوفاة الأساسية (بدلاً من الاستنتاج بين معدلات ما قبل وما بعد القفزة العظيمة للأمام)، وبالتالي فإنه يعتبر تقديراته لأعداد الوفيات أقل من الواقع. يستخدم تشانغ (Chang) وهاليداي (Halliday) معدلات الوفيات التي تم تحديدها من قبل «أخصائيي الديموغرافيا الصينية» للأعوام من 1957 وحتى 1963، ويطرح متوسط معدلات الوفيات قبل وبعد القفزة (1957 و1962 و1963) من معدلات الوفيات من كل عام من الأعوام من 1958 حتى 1961، ويقوم بضرب كل معدل للوفيات الزائدة كل عام في عدد السكان في العام لتحديد الوفيات الزائدة عن الحد.
كما تشتمل التقديرات التي قدمها يانغ كذلك على معلومات من الأرشيفات المركزية وتلك الخاصة بالمحافظات ومقابلات مع الناجين،  كما تشتمل التقديرات التي قدمها ديكوتير كذلك على بيانات من محاضر لجان الطوارئ وتقارير الشرطة السرية وتحقيقات الأمن العام. ويستخدم كاو الصحف المحلية الرسمية («الصحف الرسمية») التي كانت تنشر بعد عام 1979 من قبل لجان الحزب الشعبية.
ويقارن كل من روميل وبيكر الإحصاءات السابقة. ويرى روميل أن الرقم الذي توصل إليه كوال وهو 27 مليون قتيل هو «الرقم الأكثر احتمالاً» في حين أن بيكر يرى أن التقدير الذي توصل إليه بانيستر وهو 30 مليون قتيل هو «أفضل تقدير متاح لنا يمكن الاعتماد عليه».
وتحتوي التقديرات على العديد من مصادر الخطأ. لم تكن بيانات التعداد السكاني القومية دقيقة، ولم يكن إجمالي عدد السكان في الصين في هذا الوقت معروفًا بما يتراوح بين 50 و100 مليون نسمة. وقد تولى كوادر الحزب نظام التقارير الإحصائية من القائمين على الإحصاء في عام 1957،  حيث أعطوا الاعتبارات السياسية أهمية أكبر من الدقة مما أدى إلى انهيار تام في نظام التقارير الإحصائية. وكان غالبًا ما يتم تضخيم أعداد السكان على المستوى المحلي، في الغالب من أجل الحصول على نسب أكبر من السلع.
كما كان عدم الإبلاغ عن الوفيات مشكلة كذلك. وقد طغى العدد الكبير للوفيات الحادث أثناء المجاعة على نظام تسجيل الوفيات، الذي لم يكن كافيًا قبل المجاعة،  وبالإضافة إلى ذلك، فإن العديد من حالات الوفيات لم يتم تسجيلها حتى يتمكن أفراد أسرة المتوفى من الحصول على نصيبه الذي يصرف له من الأطعمة. كما أن عمليات الهجرة الداخلية المكثفة قد صعبت من عمليات تعداد السكان وتسجيلهم. (ومع ذلك، فإن أشتون وآخرون يرون أنه طالما أن عدد المواليد الذي تم تسجيله أثناء القفزة العظيمة للأمان يبدو دقيقًا، فإن عدد الوفيات كذلك يجب أن يكون دقيقًا.)
وقد مثّل تعداد عدد الأطفال الذين تم إنجابهم والذين تعرضوا للوفاة بين إحصاءات عامي 1953 و1964 مشكلة. وأثناء الثورة الثقافية، تم حرق قدر كبير من المواد التي كانت موجودة في مكتب إحصاءات الدولة.
وتشتمل الأرقام التي توصل إليها كوال وبانيستر وأشتون وآخرون وبينغ على تعديلات لتصحيح أخطاء التقارير السكانية، رغم أن ديكوتير يرى أن نتائجهم، بالإضافة إلى نتائج تشانغ وهاليداي ويانغ وكاو، ما تزال أقل من الواقع.

#### أسباب المجاعة والمسؤوليات
لقد كانت سياسات القفزة العظيمة للأمام وفشل الحكومة في التعامل مع ظروف المجاعة بسرعة وبفاعلية هي الأسباب المسؤولة عن وقوع الجماعة في أغلب الأمر، إن لم يكن بشكل كامل. وهناك حالة من عدم الاتفاق حول المقدار الذي ساهمت به ظروف الطقس، إن ساهمت على الإطلاق، في حدوث المجاعة، وهل كانت المجاعة متعمدة، إن كان ذلك صحيحًا، أم أنها نجمت عن إهمال متعمد.
يلقي يانغ جيشينغ (Yang Jisheng)، وهو عضو لفترة طويلة في الحزب الشيوعي ومراسل للوكالة الصينية الإخبارية الرسمية شينخوا (Xinhua) باللائمة بشكل كامل على سياسات ماو، مثل توجيه العمال الزراعين تجاه إنتاج الصلب بدلاً من زراعة المحاصيل، مع تصدير الحبوب في نفس الوقت. وأثناء بحثه، كشف يانغ النقاب عن أن حوالي 22 مليون طن من الحبوب كانت موجودة في مخازن الحبوب العامة في ذروة المجاعة، وقد تجاوزت تقارير المجاعة البيروقراطية ووصلت إلى كبار المسؤولين فقط من أجل إهمالها، وطلبت السلطات تدمير الإحصاءات في المناطق التي أصبح انخفاض السكان فيها واضحًا للعيان. يقول الاقتصادي ستيفن روزفيلد (Steven Rosefielde) إن رواية يانغ «تظهر أن مذبحة ماو نجمت في قدر كبير منها عن الإرهاب بالتجويع، أي القتل غير المتعمد التطوعي (وربما المتعمد) وليس المجاعة العادية.» وقد ذكر يانغ أن مسؤولي الحزب المحليين كانوا لا يبالون بالعدد الكبير من الناس الذين يلقون حتفهم حولهم، حيث أن هدفهم الرئيسي كان توفير الحبوب، التي أراد أن يستخدمها ماو من أجل دفع الديون إلى اتحاد الجمهوريات الاشتراكية السوفيتية والتي وصل إجماليها إلى 1.973 بليون يوان. وفي تشينيانج (Xinyang)، كان الناس يموتون من الجوع على أبواب مخازن الحبوب. وقد رفض ماو فتح مخازن الحبوب عندما رفض التقارير التي تشير إلى نقص الغذاء واتهم الفلاحين بإخفاء الحبوب. ومن خلال أبحاثه في السجلات والحوارات مع الخبراء في مكتب الأرصاد الجوية، استنتج يانج أن الطقس خلال فترة القفزة العظيمة لم يكن سيئًا مقارنة بفترات أخرى، وبالتالي فإنه لم يكن عاملاً في المجاعة. كما أن يانغ كذلك يرى أن الانقسام الحادث بين الصين والاتحاد السوفيني لم يكن عاملاً كذلك، لأنه لم يحدث حتى عام 1960، عندما كانت المجاعة منتشرة بالفعل.
يقول تشانغ وهاليداي إن «ماو ساعد في زيادة عدد الوفيات بشكل كبير. ورغم أنه لم يكن ينوي إجراء تلك المجزرة من خلال القفزة العظيمة، إلا أنه كان على استعداد كبير لوفاة أعداد كبيرة من الناس، وقد ألمح إلى حاشيته المقربين أنهم يجب ألا يشعروا بالصدمة إذا حدث ذلك.» وقد قام مؤرخ القتل على يد الحكومة آر جيه روميل بتصنيف الوفيات بسبب المجاعة في الأساس على أنها غير متعمدة. في ضوء الدليل الذي تم تقديمه في كتاب تشانغ وهاليداي، فإنه يؤمن الآن أن العدد الكبير من الوفيات المقترن بالقفزة العظيمة للأمام يمثل (جريمة) قتل على يد الحكومة.
بحسب ما قاله فرانك ديكوتير، أدرك ماو والحزب الشيوعي أن بعض سياساتهم كانت تساهم في وقوع المجاعة. وقال وزير الخارجية تشين يي بعض مجموعة من أول من لقوا حتفهم في عام 1958:
«لقد ظهرت حالات وفاة بالفعل بين العمال، إلا أن هذا العدد ليس كافيًا ليوقفنا عن التحرك في مسارنا. فهذا هو الثمن الذي يجب أن ندفعه، وهو أمر يجب ألا نخشاه. فمن يعرف عدد الأشخاص الذين تم التضحية بهم في المعارك وفي السجون [من أجل الهدف الثوري]؟ والآن، نحن لدينا عدد قليل من حالات المرض والوفاة: إنه شيء لا يذكر!»
أثناء اجتماع سري في شنغهاي في عام 1959، طلب ماو من الدولة حيازة ثلث كل الحبوب التي تمت زراعتها من أجل تغذية المدن والوفاء بمطالب العملاء الأجانب، وقال «إذا لم تتجاوز الثلث، فلن يثور الناس». كما قال كذلك في نفس هذا الاجتماع:
«عندما لا يتوفر القدر الكافي من الطعام، فإن الناس يتضورون جوعًا. ومن الأفضل أن نترك نصف الشعب يموت حتى يأكل النصف الآخر ملء طاقته.»
ويكتب بنجامين فالنتينو (Benjamin Valentino) أنه مثلما حدث في اتحاد الجمهوريات الاشتراكية السوفيتية أثناء مجاعة عامي 1932 و1933، تم حبس الفلاحين في قراهم التي تعاني من المجاعة من خلال نظام تسجيل الأسر، وتم توجيه أسوأ تأثيرات المجاعة تجاه أعداء النظام. ولم يتم منح أولئك الذين تم وسمهم على أنهم «الأعداء السود» (من القادة الدينيين واليمينيين والفلاحين الأغنياء وما إلى ذلك) في أي حملة سابقة إلا أقل قدر ممكن من الأولويات عند تخصيص الطعام، وبالتالي مات منهم أعداد مهولة. وبحسب ما قاله عالم القتل على يد الدولة آدم جونز، «لم تكن هناك مجموعة عانت أكثر من التبتيين»، حيث مات خمسهم تقريبًا من عام 1959 وحتى عام 1962.
ويكتب أشتون وآخرون أن اللوم في حدوث المجاعة يلقى على السياسات التي أدت إلى نقص الطعام والكوارث الطبيعية بالإضافة إلى رد الفعل البطيء على المؤشرات المبدئية لنقص الطعام. وقد اشتملت السياسات التي أدت إلى نقص الطعام على تنفيذ النظام الشيوعي والتركيز على الأنشطة غير الزراعية مثل إنتاج الصلب في الأفنية الخلفية. واشتملت الكوارث الطبيعية على الجفاف والفيضانات والإعصارات وأمراض الحقول والآفات من الحشرات. وكان بطء رد الفعل في جزء منه يرجع إلى نقص التقارير الموضوعية حول الوضع الزراعي،  بما يشتمل على «انهيار شبه كامل في نظام التقارير الزراعي». وقد نجم ذلك في جزء منه عن الحوافز القوية للمحاصيل التي تتجاوز التقارير. وكانت عدم رغبة الحكومة المركزية في عدم طلب المعونات الدولية عاملاً هامًا، فقد كانت صافي صادرات الصين في عامي 1959 و1960 كافية لتغذية 16 مليون نسمة بما يساوي 2000 كالوري كل يوم. ويستنتج أشتون وآخرون «سيكون من غير الدقيق أن نقول إن 30 مليون نسمة قد ماتوا قبل الأوان نتيجة الأخطاء في السياسة الداخلية والعلاقات الدولية غير الجيدة.»
اقترح موبو جاو (Mobo Gao) أن التأثيرات الرهيبة للقفزة العظيمة للأمام لم تكن ذات قصد خبيث من القيادة الصينية في ذلك الوقت، إلا أنها كانت تتعلق بدلاً من ذلك بالطبيعة الهيكلية لنظام الحكم، واتساع رقعة دولة الصين. يقول جاو «.. الدرس الرهيب الذي نتعلمه هو أن الصين بلد ضخم للغاية وعندما يتم حكمها بشكل موحد، فإن الحماقات أو السياسات الخاطئة يمكن أن يكون لها تداعيات مأساوية على نطاق واسع للغاية».
يلقي الموقع الرسمي لحكومة جمهورية الصين الشعبية فيما يتعلق «بالخسائر الفادحة» والتي حدثت «للدولة والشعب» في الفترة بين 1959 إلى 1961 (بدون ذكر المجاعة) بشكل رئيسي على القفزة العظيمة للأمام والصراع المضاد لليمينيين، ويشير إلى الطقس وإلغاء التعاقدات مع الاتحاد السوفيتي على أنها عوامل مؤثرة ساهمت في وقوع ما حدث.

### الوفيات بسبب العنف
لم تكن كل حالات الوفيات التي حدثت في فترة القفزة العظيمة للأمام بسبب الجوع. يقدر فرانك ديكوتير أن ما لا يقل عن 2.5 مليون شخص تعرضوا للضرب أو التعذيب حتى الموت، في حين أن مليون إلى 3 ملايين شخص انتحروا. وهو يقدم بعض الأمثلة التوضيحية. في تشينيانج، حيث توفي ما يزيد على مليون نسمة في عام 1960، 6-7 في المائة من هذا الرقم (حوالي 67,000) تعرضوا للضرب على يد الميليشيات. وفي مقاطعة داوتشيان (Daoxian)، فإن 10 في المائة من أولئك الذين لقوا حتفهم «دفنوا أحياءً، أو تعرضوا للضرب بالهراوات حتى الموت أو تعرضوا للقتل بأي طريقة أخرى على يد أعضاء الحزب والميليشيات التابعة لهم.» وفي شيمين، لقى حوالي 13,500 شخص حتفهم في عام 1960، منهم 12 في المائة «تعرضوا للضرب أو دفعوا إلى الوفاة دفعًا.»

### التأثير على الاقتصاد
أثناء القفزة العظيمة، نما الاقتصاد الصيني في بداية الأمر. وزاد إنتاج الحديد بنسبة 45% في عام 1958، ونما بشكل إجمالي بنسبة 30% على مدار العامين التاليين، إلا أن هذا النمو انخفض في عام 1961، ولم يصل إلى مستوى عام 1958 حتى عام 1964.
كما أدت القفزة العظيمة كذلك إلى إحداث أكبر قدر من الأضرار حدث للعقارات في التاريخ البشري، حتى أنه تجاوز حملات القصف التي وقعت في الحرب العالمية الثانية. فقد تحولت نسبة 30 إلى 40 في المائة تقريبًا من كل المساكن إلى أنقاض. يقول فرانك ديكوتير «تم هدم المنازل من أجل عمل الأسمدة وبناء المقاصف ونقل القرويين وتوسيع الطرق ولتوفير مساحة لمستقبل أفضل واعد أو لمعاقبة ملاكها بكل بساطة.»
وفي السياسة الزراعية، نجم عن فشل إمداد الأطعمة أثناء القفزة العظيمة للأمام إيقاف التنظيم الجماعي بشكل تدريجي في الستينيات من القرن العشرين مما تنبأ بالمزيد من الإيقاف للتنظيم الجماعي في فترة دينغ شياو بينغ. يقول العالم الاقتصادي ميريديث جانج إن وو (Meredith Jung-En Woo): "لقد فشل النظام بما لا يدع مجالاً للشك في الاستجابة في الوقت المناسب لإنقاذ أرواح الملايين من الفلاحين، ولكنه عندما بدأ في الاستجابة، قام بتطوير سبل عيش عدة ملايين من الفلاحين (بشكل معتدل في بدايات الستينيات من القرن العشرين، ثم أصبح هذا التطور دائمًا بعد الإصلاحات التي قام بها دينغ شياو بينغ بعد عام 1978، ورغم المخاطرة بمستقبلهم، ألقى بعض أعضاء الحزب الشيوعي بلائمة الكارثة بكل صراحة على قيادة الحزب، واتخذوا من ذلك ذريعة للإشارة إلى أن الصين يجب أن تعتمد بشكل أكبر على التعليم والحصول على المزيد من الخبرات الفنية وتطبيق الأساليب البرجوازية لتطوير الاقتصاد. وقد ألقى ليو شوقي خطابًا في عام 1962 في مؤتمر سبعة آلاف كادر انتقد فيه قائلاً "لقد كانت الكارثة الاقتصادية بسبب كوارث طبيعية بنسبة 30%، لكنها كانت بسبب أخطاء بشرية بنسبة 70%."

### طرق المقاومة
لقد كانت هناك عدة أشكال لمقاومة القفزة العظيمة للأمام. وقد تعرضت العديد من المحافظات إلى ثورات مسلحة،  رغم أن هذه الثورات لم تمثل أي تهديد خطير للحكومة المركزية. وقد تم توثيق وقوع تلك الثورات في محافظات هونان وشاندونغ وتشينغهاي (Qinghai) وقانسو وسيتشوان وفوجيان (Fujian) ويونان (Yunnan) وفي منطقة التبت ذاتية الحكم. وفي هونان وشانتونغ وتشينغهاي وقانسو وسيتشوان، استمرت هذه الثورات لفترة تجاوزت العام. وبغض النظر عن الثورات، كان يحدث بعض العنف العرضي ضد أعضاء الكادر. وشاعت الهجمات على مخازن الحبوب و الإحراق المتعمد للممتلكات وغير ذلك من أعمال التخريب والسطو على القطارات والهجمات على القرى والمقاطعات المجاورة.
وحسب ما توصل إليه رالف ثاكستون، أستاذ السياسة في جامعة برانديز (Brandeis)، من خلال 20 عامًا من الأبحاث، ثار القرويون ضد الحزب الشيوعي الصيني أثناء وبعد القفزة العظيمة، حيث كان ينظرون إليه على أنه حزب أرستقراطي ووحشي وفاسد وحقير. وبحسب ما قاله ثاكستون، فإن سياسات الحزب الشيوعي الصيني، التي اشتملت على السرقة والعمل القسري والمجاعة، أدت بالقرويين «في التفكير في علاقتهم بالحزب الشيوعي بطرق لا تبشر بالخير لاستمرارية حكم الاشتراكيين.»
وفي الغالب، كان القرويون يقومون بتأليف شعر هزلي للتعبير عن تحديهم للنظام، «وربما لكي لا يفقدوا عقولهم.» وأثناء القفزة العظيمة، من الأغاني الشائعة كانت تلك الأغنية: «تملق بلا خجل، وتناول الطعام بشهية... وإذا لم تتملق — فستتضور جوعًا بلا شك.»

### التأثير على الحكومة
تمت محاكمة العديد من المسؤولين المحليين وتم إعدامهم أمام العامة بسبب إعطائهم معلومات خاطئة.
وقد تخلى ماو عن منصبه كرئيس للدولة الصين في عام 1959، إلا أنه احتفظ بمنصبه كرئيس للحزب الشيوعي الصيني. وقد تم تحميل ليو شوقي (رئيس الصين الجديد) والإصلاحي دينغ تشياو بينغ (السكرتير العام للحزب الشيوعي الصيني) المسؤولية من أجل تغيير السياسة لكي يستعيد الاقتصاد عافيته. وقد تعرضت القفزة العظيمة للأمام التي ابتدعها ماو للنقد الصريح في مؤتمر الحزب في لوشان. وقد قاد هذا الهجوم وزير الدفاع القومي بينغ ديهواي، وقد عاتب بينغ، والذي كان يعاني في البداية من التأثيرات المعاكسة المحتملة للقفزة العظيمة للأمام على تحديث القوات المسلحة، أعضاء معينين لم يسمهم في الحزب على «محاولة الوصول إلى الشيوعية بقفزة واحدة». وبعد مواجهة لوشان، استبدل ماو بينغ بشكل دفاعي، وأحل محله لين بياو.
ومع ذلك، في يونيو من عام 1962، عقد الحزب مؤتمرًا مركزيًا للعمل، وقام بإعادة تأهيل أغلبية الرفاق المخلوعين منه والذين قاموا بتوجيه الانتقاد إلى ماو أثناء التبعات الكارثية للقفزة العظيمة للأمام. وتمت مناقشة الحدث مرة أخرى، مع توجيه الكثير من النقد للذات، حيث أطلقت الحكومة المعاصرة على ما حدث اسم «[الخسائر] الفادحة للدولة والشعل» وألقت باللائمة على عبادة شخصية ماو.